# Chartreuse de Banda
La chartreuse Notre-Dame de Banda est un ancien monastère chartreux situé à Villar-Fouchard dans le Piémont en Italie.

## Histoire
Le domaine de Banda est donné en 1205 aux chartreux de Montebenedetto, à qui il sert de maison-basse et de grange monastique. Elle acquiert progressivement de l'importance grâce à sa proximité avec le fond de la vallée du Val de Suse et la culture de la vigne et des châtaignes
En 1473, la chartreuse de Montebenedetto est ruinée par une inondation du torrent Gravio. En 1498, elle est transférée à Banda, situé à une altitude plus basse et plus accessible. 
La maison souffre à la fin du XVIe siècle d’incursions vaudoises. En 1598, elle est transférée à Avigliana dans un couvent vacant d’Humiliés, donné par le prieur commendataire en 1595.

## Moines notables
- Claude Palluis, né le 17 mai 1740 à Lyon. Successivement vicaire à la Part-Dieu en 1782, puis à Aillon, arrive à Pomier au début de l'année 1785. Nommé coadjuteur à Portes et procureur à Meyriat en 1789, il revient à Pomier pour assister aux premiers inventaires de 1792. Il rejoint la chartreuse de Banda, où il finit ses jours comme simple religieux[2].